# Francisco Enríquez de Villacorta
Francisco Enríquez de Villacorta (né le 18 octobre 1616 à Alcalá de Henares et mort en 1680 dans la même ville) est médecin et professeur d'université espagnol.

## Biographie
Il obtient un doctorat en médecine à l'université d'Alcalá de Henares, et succède à Pedro Miguel de Heredia à la chaire de médecine de l'université. Au cours de la seconde moitié du XVIIe siècle, il devient une des figures de proue du galénisme en Espagne.

## Œuvres
- Opera medica (1670)
- Laureae doctoralis (1690) [lire en ligne]

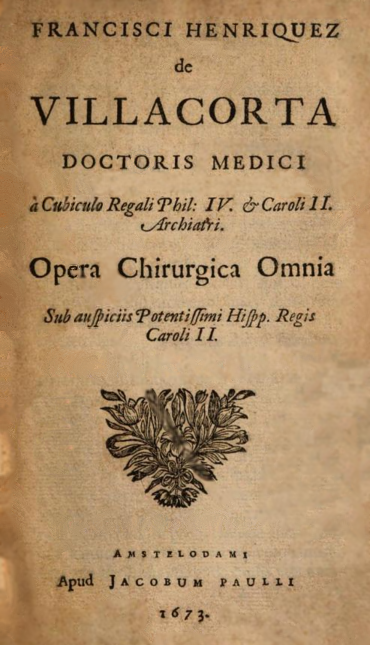
Opera medica
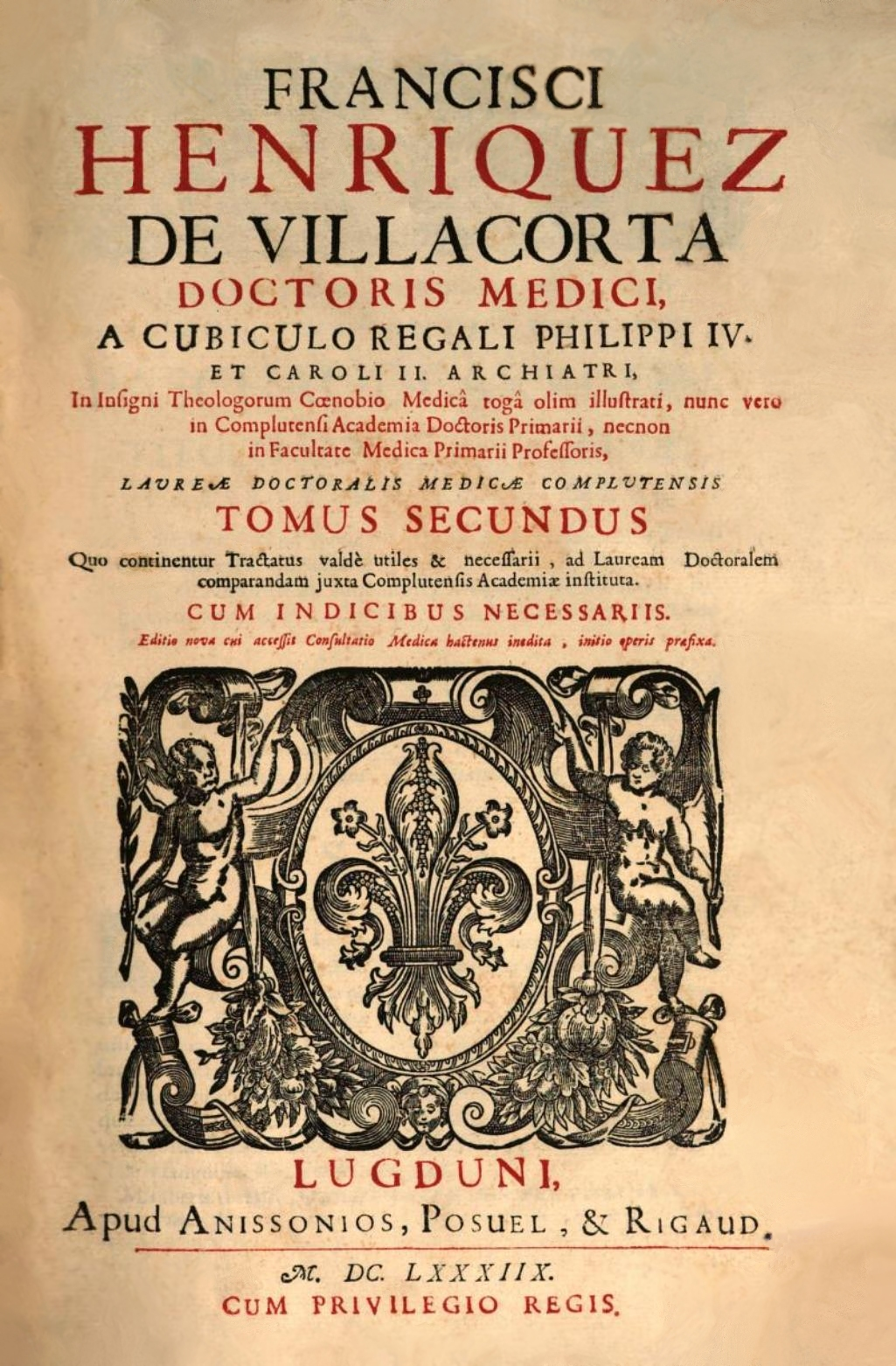
Laureae Doctoralis Medicae Complutensis